# France 3
48°50′20″ пн. ш. 2°16′17″ сх. д. / 48.8389° пн. ш. 2.27139° сх. д.
France 3 (укр. Франція 3) — один з державних телеканалів Франції. Канал володіє державною радіопередачі France Télévisions, яка також працює каналами France 2, France 4 і France 5 побудована на низці регіональних телеканалів, і у 2021 році вона була третім найбільшим телеканалом Франції з 9,4 відсотком ринкової частки.

## Історія
Попередник Франції 3, La 3e Chaîne Couleur, почав свої передачі 20. грудня 1972 року. Канал став центральним каналом для регіональних телеканалів ORTFs і передавав тільки у кольорів. У початку канал відправляв лише три години кожен вечір і досяг близько чверті французької населення — канал охоплював головним чином Париж, Іль-де-Франція та північні регіони країни.
У 1974 році французька радіопередачі компанія ORTF була розділена на сім різних організацій — серед них три телевізорісниці: TF1, Antenne 2 і FR3 — попередник Франції 3.FR3 був скороченням для France Régions 3, і канал отримав відповідальність за дрібтування і розвиток 22 регіональних телестанцій і 29 регіональних радіостанцій, розподілених на одинадцять радіопередач.

### Переорганізації
У 1980-х роках французький телевізійний ринок радикально змінився. TF1 був приватизований, і ряд приватних телеканалів був встановлений. Антенни 2 і FR3 втратили терренг у телевізійному ринку, серед іншого втратили 30 відсотків своєї ринкової частки між 1987 і 1989 роками.У спробі врятувати державні канали, Antenne 2 і FR3 були збиті разом в одну спільну компанію: France Télévisions. У 1992 році канали були перейменовані відповідно до Франції 2 і Франції 3. У 1998 році Франція 3 ввійшла в співпрацю каналу TPS про запуск супутникового каналу під назвою Régions. З 2000—2005 років у компанії France Télévisions були включені France 4, France 5 і France Ô.
У січні 2009 року France 3 і інші державні канали стали рекламними вільними між 20.00 і 06.00, тому телевізійні реклами зникли повністю з каналів France Télévisions.